# Sábado show
Sábado Show fue un programa de televisión argentino conducido por José María Listorti y Denise Dumas, producido por Ideas del Sur y emitido por Canal 13. El programa tiene tres temporadas emitidas entre 2010 y 2012.

## Sinopsis
Este es un programa que mezcla humor, entretenimientos, emociones, imitaciones y homenajes, con cámaras ocultas hechas por José María y su producción llamada Josematch y muchas cámaras sorpresas, además con la espectacular ilusión de Leo Tusam y la magia hecha por el Mago Emanuel.
Un programa para la familia que contiene humor y entretenimiento con dos de los mejores conductores de Canal 13.

## Temporadas

### Primera Temporada (2010)
La primera temporada comenzó a emitirse el 28 de agosto de 2010. El invitado especial en el primer programa fue Axel. Durante este año se contó con un segmento llamado El debate, en el que se trataba todo lo ocurrido durante esa semana en Showmatch. 
En cada envío se realizaba una sección que consistía en hacer un homenaje en vida a prestigiosos artistas, emblemas del mundo de la cultura y del espectáculo argentinos. 
A lo largo de la temporada se realizó un concurso de canto llamado Melódico Show, que finalizó el 18 de diciembre, cuando se emitió el final de temporada.

### Segunda Temporada (2011)
Esta temporada comenzó el 7 de mayo de 2011, después de la finalización de Soñando por Bailar. Se realizaron las mismas secciones de la primera temporada, pero también se presentó una nueva llamada Los musicales. En ella se invitaba a distintos artistas que, acompañados por bailarines, realizaban un gran musical, representando diferentes temáticas en cada programa. 
Por otro lado se presentaban "Las terapias", una sección presentada por Dady Brieva de la cual participaban famosos que eran entrevistados, e invitados con la excusa de tratar sus problemas personales. 
Más tarde se lanzó un concurso de talentos llamado Tu Minuto de Gloria, del que participaban grupos de personas seleccionadas en un casting, con diferentes habilidades. La temporada finalizó el 19 de diciembre. En 2012 se puede ver en el programa una emisión especial de Showmatch como parte del programa.

Musicales
Los musicales fueron presentados por José María Listorti y Denise Dumas.
| 2 de julio       | Bandera de Argentina                        | Graciela Alfano (con Marcelo Iripino)                         | "Una chica Material"                         |
| 9 de julio       | Bandera de Argentina · Bandera de Argentina | Pedro "Peter" Alfonso Paula Chaves                            | "Una historia de amor"                       |
| 23 de julio      | Bandera de Argentina                        | Ricardo Fort                                                  | "Fortuna"                                    |
| 30 de julio      | Bandera de Argentina                        | Aníbal Pachano (con Sofía Pachano)                            | "Smail"                                      |
| 6 de agosto      | Bandera de Argentina                        | Moria Casán                                                   | "Creer"                                      |
| 13 de agosto     | Bandera de Argentina · Bandera de Argentina | Valeria Archimó Adabel Guerrero                               | "Duelo de Teatros"                           |
| 20 de agosto     | Bandera de Argentina · Bandera de Argentina | Silvina Escudero Nicolás Riera                                | "Otra historia de amor"                      |
| 27 de agosto     | Bandera de Argentina                        | Chiche Gelblung                                               | "Todos pueden bailar"                        |
| 3 de septiembre  | Bandera de Argentina · Bandera de Argentina | Denise Dumas José María Listorti                              | "Reviviendo la película Grease"              |
| 10 de septiembre | Bandera de Argentina                        | Hernán Piquín                                                 | "Homenaje a Freddie Mercury (Queen)" Parte 1 |
| 10 de septiembre | Bandera de Austria                          | Reina Reech (con Valeria Archimó y María Eugenia Ritó)        | "Sweet Charity"                              |
| 24 de septiembre | Bandera de Argentina                        | Sofía Pachano (con su elenco)                                 | "Homenaje a Valeria Lynch"                   |
| 24 de septiembre | Bandera de Brasil · Bandera de Puerto Rico  | Juan Darthés Claribel Medina                                  | "Un musical de novela"                       |
| 1 de octubre     | Bandera de Argentina                        | María Eugenia Ritó                                            | "Se la buscaron"                             |
| 8 de octubre     | Bandera de Paraguay                         | Larissa Riquelme                                              | "Una muñeca en la juguetería"                |
| 8 de octubre     | Bandera de Argentina                        | Erika Mitdank                                                 | "Strip Dance"                                |
| 15 de octubre    | Bandera de Argentina                        | Cinthia Fernández                                             | "Ya no me Importa"                           |
| 15 de octubre    | Bandera de Argentina                        | Axel Fernando                                                 | "Homenaje a las Madres"                      |
| 22 de octubre    | Bandera de Argentina                        | Hernán Piquín                                                 | "Homenaje a Freddie Mercury (Queen)" Parte 2 |
| 29 de octubre    | Bandera de Argentina                        | Mónica González                                               | "El sueño de ser vedette"                    |
| 5 de noviembre   | Bandera de Argentina                        | Carmen Barbieri (Con Andrea Estévez y Dominique Pestaña)      | "Bravísima"                                  |
| 12 de noviembre  | Bandera de Argentina                        | Adabel Guerrero                                               | "El Show debe Continuar"                     |
| 19 de noviembre  | Bandera de Argentina                        | Patricia "Coki" Ramírez                                       | "Lo mejor de la música de los 80"            |
| 3 de diciembre   | Bandera de Argentina                        | Eugenia Lemos (con los participantes de Soñando por Bailar 1) | "Soñando por Bailar"                         |

Terapias
| 22 de octubre   | Bandera de Argentina · Bandera de Argentina · Bandera de Argentina · Bandera de Argentina · Bandera de Argentina | Carmen Barbieri Flavio Mendoza Moria Casán Aníbal Pachano Marcelo Polino | "Terapia de Jurado"      |
| 29 de octubre   | Bandera de Argentina · Bandera de Argentina | Pedro "Peter" Alfonso Paula Chaves | "Terapia de Pareja"      |
| 12 de noviembre | Bandera de Argentina · Bandera de Argentina | Denise Dumas José María Listorti | "Terapia de Conductores" |
| 26 de noviembre | Bandera de Argentina · Bandera de Argentina · Bandera de Argentina · Bandera de Argentina · Bandera de Argentina · Bandera de Argentina · Bandera de Paraguay · Bandera de Argentina · Bandera de Argentina · Bandera de Argentina · Bandera de Argentina · Bandera de Argentina | Adabel Guerrero Cinthia Fernández Eugenia Lemos Héctor "Tito" Speranza Hernán Piquín y Noelia Pompa Larissa Riquelme Patricia "Coki" Ramírez Paula Chaves Pedro "Peter" Alfonso Silvina Escudero y Sofía Pachano | "Terapia de Finalistas"  |

### Tercera Temporada (2012)
Comenzó el 5 de mayo de 2012 y finalizó el 22 de diciembre del mismo año junto a los conductores José María Listorti y Denise Dumas, hubo nuevos segmentos como Dos al éxito que será un segmento de chicos entre 17 y 22 años muestren en el concurso sus dotes de canto.
Los musicales fueron presentados por José María Listorti y Denise Dumas.
| 12 de mayo      | Bandera de Argentina · Bandera de Argentina                        | Joaquín Galán Lucía Galán                         | "Pimpinela, 30 años de éxito" |
| 21 de julio     | Bandera de Argentina                                               | Charlotte Caniggia                                | "Shampein Shower"             |
| 28 de julio     | Bandera de Argentina                                               | Andrea Rincón                                     | "Todas me envidian"           |
| 4 de agosto     | Bandera de Argentina                                               | Matías Alé                                        | "Quieren conquistarme"        |
| 11 de agosto    | Bandera de Argentina                                               | Micaela Breque                                    | "Strip Dance"                 |
| 11 de agosto    | Bandera de Argentina · Bandera de Argentina · Bandera de Argentina | Magdalena Bravi Florencia Tesouro Adabel Guerrero | "Cola Olímpica"               |
| 18 de agosto    | Bandera de Argentina · Bandera de Argentina                        | Manuel Navarrete José María Muscari               | "Correte que viene Navarrete" |
| 10 de noviembre | Bandera de Suecia                                                  | Alexandra Larsson                                 | "Gimme, gimme, gimme"         |
| 9 de diciembre  | Bandera de Argentina                                               | Rodrigo Díaz (Novio de Ricardo Fort)              | "La Música de Rodrigo Díaz"   |

El primer homenaje fue presentado por Juan Alberto Badía. Los demás fueron presentados por José María Listorti y Denise Dumas.
| 5 de mayo    | Bandera de Argentina                        | Charly García             | "Leyenda del rock nacional" |
| 25 de agosto | Bandera de Argentina · Bandera de Argentina | Lucía Galán Joaquín Galán | "30 años de éxito"          |

Las cámaras ocultas son presentadas por José María Listorti y Denise Dumas. Como cómplices habituales Pedro "Peter" Alfonso, Vanesa García Millán y Mónica Listorti.
| 5 de mayo        | Bandera de Argentina | Coki Ramírez                  | "Josematch: La cámara sorpresa a Patricia "Coki" Ramírez"                    |
| 12 de mayo       | Bandera de Uruguay   | Pamela Sosa                   | "Josematch: La cámara sorpresa a Pamela Sosa"                                |
| 19 de mayo       | Bandera de Ecuador   | Paola Miranda                 | "Josematch: La cámara sorpresa a Paola Miranda"                              |
| 26 de mayo       | Bandera de Argentina | Ayelén Paleo                  | "Josematch: La cámara sorpresa a Ayelén Paleo"                               |
| 2 de junio       | Bandera de Argentina | Estefanía Bacca               | "Josematch: La cámara sorpresa a Estefanía Bacca"                            |
| 9 de junio       | Bandera de Argentina | Andrea Estévez                | "Josematch: La cámara sorpresa a Andrea Estévez"                             |
| 16 de junio      | Bandera de Uruguay   | Andrea Ghidone                | "Josematch: La cámara sorpresa a Andrea Ghidone"                             |
| 23 de junio      | Bandera de Colombia  | Natalia Montenegro            | "Josematch: La cámara sorpresa a Natalia Montenegro"                         |
| 7 de julio       | Bandera de Argentina | Andrea Rincón                 | "Josematch: La cámara sorpresa a Andrea Rincón"                              |
| 14 de julio      | Bandera de Colombia  | Yésica Narváez Alzate         | "Josematch Internacional: La cámara sorpresa a Yésica Narváez Alzate"        |
| 21 de julio      | Bandera de Perú      | Jessica Barrantes Osorio      | "Josematch Internacional: La cámara sorpresa a Jessica Barrantes Osorio"     |
| 28 de julio      | Bandera de Perú      | Sully Sáenz                   | "Josematch Internacional: La cámara sorpresa a Sully Saenz"                  |
| 4 de agosto      | Bandera de Perú      | Ljubica Zimic                 | "Josematch Internacional: La cámara sorpresa a Ljubica Zimic"                |
| 11 de agosto     | Bandera de Colombia  | Andrea Benavídez Arango       | "Josematch Internacional: La cámara sorpresa a Andrea Benavidez"             |
| 18 de agosto     | Bandera de Colombia  | Jeniffer Hernández            | "Josematch Internacional: La cámara sorpresa a Jeniffer Hernández"           |
| 1 de septiembre  | Bandera de Perú      | Alicia Robertson              | "Josematch Internacional: La cámara sorpresa a Alicia Robertson"             |
| 8 de septiembre  | Bandera de Colombia  | Katherine Gómez               | "Josematch Internacional: La cámara sorpresa a Katherine Gómez"              |
| 15 de septiembre | Bandera de Perú      | Katherine Martínez Echeverría | "Josematch Internacional: La cámara sorpresa a Katherin Martínez Echeverría" |
| 22 de septiembre | Bandera de Ecuador   | Adriana Sánchez               | "Josematch Internacional: La cámara sorpresa a Adriana Sánchez"              |
| 29 de septiembre | Bandera de Perú      | Carla Azurín                  | "Josematch Internacional: La cámara sorpresa a Carla Azurín"                 |
| 6 de octubre     | Bandera de Perú      | Olinda Castañeda              | "Josematch Internacional: La cámara sorpresa a Olinda Castañeda"             |
| 13 de octubre    | Bandera de Ecuador   | Viviana Solorzano             | "Josematch Internacional: La cámara sorpresa a Viviana Solorzano"            |
| 20 de octubre    | Bandera de Perú      | Claudia Wich                  | "Josematch Internacional: La cámara sorpresa a Claudia Wich"                 |
| 27 de octubre    | Bandera de Ecuador   | Denisse Angulo                | "Josematch Internacional: La cámara sorpresa a Denisse Angulo"               |
| 10 de noviembre  | Bandera de Perú      | Nelly del Río                 | "Josematch Internacional: La cámara sorpresa a Nelly del Río"                |

Las cámaras sorpresas fueron presentadas por José María Listorti y Denise Dumas.
| 26 de mayo      | Bandera de Argentina | Mariano de la Canal | José María Listorti, Denise Dumas, Matilda Blanco, Marcela Coronel, Constanza Ansaldie, Augusto Buccafusco, Yanina Iglesias, Iliana Calabró, Teto Medina, Nadia Hair y Rodrigo Cristófaro. |
| 2 de junio      | Bandera de Argentina | Magdalena Bravi     | Hugo Ávila, Jorge Moliniers, Nazarena Amaya, Ángel de Brito, José María Listorti, Denise Dumas, Matilda Blanco, Marcela Coronel, Eugenia Lemos y Paula Varela.                             |
| 24 de noviembre | Bandera de Argentina | Andrea Rincón       | Cristian U, Ángel de Brito. |
| 24 de noviembre | Bandera de Argentina | Federico Bal        | Carmen Barbieri. |
| 1 de diciembre  | Bandera de Argentina | Magdalena Bravi     | Luciano "Tirri" Giugno (primo de Marcelo Tinelli), Jorge Moliniers, La coach |
| 8 de diciembre  | Bandera de Suecia    | Alexandra Larsson   | Lolo Rossi, Hugo Ávila. |

Los bailo por vos fueron presentados por José María Listorti y Denise Dumas.
| 5 de mayo   | Bodegueros (San Rafael)      | Ayudar a una escuela de sordos y hipoacúsicos             | Ayudar a Centro Ángeles Especiales                | Petroleros (Caleta Olivia) | Petroleros (Caleta Olivia)   |
| 12 de mayo  | Pescadores (Costa Atlántica) | Ayudar al Taller Hogar Protegido Amor y Fe                | Ayudar al Merendero Milagrosa Bondad              | Yerbateros (Iguazú)        | Pescadores (Costa Atlántica) |
| 19 de mayo  | Costureras (Gualeguaychú)    | Ayudar al Club Social Deportivo y Cultural la Chuchimarra | Ayudar al Merendero la Guadita de Vargas          | Olivocultores (Aimogasta)  | Olivocultores (Aimogasta)    |
| 9 de junio  | Informáticos (La Punta)      | Ayudar a Elun                                             | Ayudar a Cottolengo Don Orione                    | Artesanos (Corrientes)     | Informáticos (La Punta)      |
| 14 de julio | Tractoristas (Las Varillas)  | Ayudar a una Escuela de Deportes Adaptados                | Ayudar a una Escuela de Gestación Social Indígena | Escultores (Resistencia)   | Tractoristas (Las Varillas)  |

Terapias
| 3 de noviembre | Bandera de Argentina · Bandera de Argentina · Bandera de Argentina · Bandera de Argentina · Bandera de Argentina · Bandera de Argentina · Bandera de Argentina · Bandera de Suecia · Bandera de Argentina · Bandera de Argentina · Bandera de Argentina · Bandera de Argentina · Bandera de Argentina · Bandera de Argentina · Bandera de Argentina | Alexander Canniggia Cristian U Betó Cesar Magdalena Bravi Federico Bal Matias Ale Florencia Peña Alexandra Larsson Hernan Piquin y Noelia Pompa Paula Chaves & Pedro Alfonso María Vásquez Andrea Rincón Verónica Perdomo | "Terapia de Finalistas" |

 La Argentina Más Linda 
El segmento comenzó el día sábado 6 de octubre del 2012 y acabó el día sábado 22 de diciembre del 2012. Miles de jóvenes a lo largo del país, tienen la posibilidad de convertirse en las nuevas caras de la moda argentina. Bajo la supervisión de un jurado compuesto por el diseñador de moda Benito Fernández (remplazado por Sofía Zámolo), la modelo y empresaria María Vázquez (remplazada por Paula Chaves), el diseñador de zapatos Ricky Sarkany y la estilista Matilda Blanco, las concursantes elegidas del casting serán sometidas a distintas evaluaciones semanales, y solo algunas lograrán consagrarse. El 22 de diciembre de 2012, Natacha Eguía se consagró como la argentina más linda, dejando atrás a las otras cinco modelos que concursaban y ganando un viaje a París y un contrato para modelar, después de ganar el concurso se pone de novia con el rugbier Juan Imhoff, quien contrajo matrimonio en 2018 tuvieron dos hijos Bastian y Nikita.
| Natacha Eguía                                                            | 1.er Puesto de La Argentina más Linda | Viaje a París donde está radicada actualmente junto a su marido y sus dos hijos, beca anual en la agencia de modelos Multitalent, participación en un desfile del Hotel Conrad de Punta del Este, un trabajo en Ricky Sarkany y una producción fotográfica en la revista Caras. |
| Juliana Kawka (actualmente en Los 15 mejores Quiero música en mi idioma) | 2.º Puesto de La Argentina más Linda  | Una producción fotográfica en la revista Caras |
| Rocío Soledad Robles                                                     | 3.er Puesto de La Argentina más Linda | Una producción fotográfica en la revista Caras |
| Brenda González                                                          | 4.º Puesto de La Argentina más Linda  | Una producción fotográfica en la revista Caras |
| Sofía Savoy                                                              | 5.º Puesto de La Argentina más Linda  | Una producción fotográfica en la revista Caras |
| Macarena Pinetta                                                         | 6.º Puesto de La Argentina más Linda  | Una producción fotográfica en la revista Caras |
| Martina Nicolleti                                                        | Eliminada de la Argentina más Linda   | - |
| Tamára Dahiana Fernández                                                 | Eliminada de la Argentina más Linda   | - |
| Lise Amiach                                                              | Eliminada de la Argentina más Linda   | - |
| Maite Anabel Lascares                                                    | Eliminada de la Argentina más Linda   | - |

 ¿Cuál es tu Récord? 
El segmento comenzó el día sábado 25 de agosto del 2012 y acabó el día sábado 29 de diciembre del 2012. Cinco forzudos demostrarán su potencia en las difíciles etapas en el especial del segmento ¿Cuál es tu récord? se transmite ciertas veces desde el espacio El Dorrego, ubicado en Zapiola 50 y Concepción Arenal, en el barrio de Colegiales y otras más comunes en el estudio de Sábado Show. El subcampeón de Bailando 2011, Tito Speranza, participa como árbitro oficial del evento -como experto en deportes y personal trainer- asistiendo a los concursantes y atento a cada detalle. El sábado 29 de diciembre en un programa especial resultó ganador Daniel Pons consagrándose el hombre más fuerte de la Argentina, dejando atrás a los cinco finalistas.
| Daniel Pons     | Pampa de los Guanacos | 460 Puntos | 1.er Puesto de Cuál es tu Récord | 30.000 Pesos |
| Carlos Guevara  | Mendoza               | 380 Puntos | 2.º Puesto de Cuál es tu Récord  | -            |
| Marcelo Fontana | Buenos Aires          | 280 Puntos | 3.er Puesto de Cuál es tu Récord | -            |
| Juan Segovia    | Santa Fe              | 180 Puntos | 4.º Puesto de Cuál es tu Récord  | -            |
| Gerardo Velosso | Santa Fe              | 160 Puntos | 5.º Puesto de Cuál es tu Récord  | -            |
| Gonzalo Tuama   | Corrientes            | 160 Puntos | 6.º Puesto de Cuál es tu Récord  | -            |

## Cuadro de Temporadas
| Temporada | Temporada | Episodios | Estreno              | Final                   | Índice de audiencia promedio |
| --------- | --------- | --------- | -------------------- | ----------------------- | ---------------------------- |
|           | 1         | 17        | 28 de agosto de 2010 | 18 de diciembre de 2010 | 10.9                         |
|           | 2         | 33        | 7 de mayo de 2011    | 17 de diciembre de 2011 | 14.7                         |
|           | 3         | 39        | 5 de mayo de 2012    | 22 de diciembre de 2012 | 11.3                         |